# Miniopterus griffithsi
Miniopterus griffithsi é uma espécie de morcego da família Miniopteridae. Endêmica de Madagascar.